# Vertiport
Un Vertiport, també anomenat aeroport per a drons, és un espai d'enlairament i aterratge de drons en una ciutat. Es tracta d'un neologisme format a partir de les paraules vertical i port.

## Usos i aplicacions
El seu ús s'orienta a drons elèctrics multirotors d'enlairament i aterratge vertical o EVTOL, emprats sobretot en el repartiment de mercaderies o com a base de futurs taxis voladors per al transport de persones. L'ús de vertiports vol contribuir a agilitar la mobilitat aprofitant al màxim l'espai, per la qual cosa molts d'aquests miniheliports es dissenyen per als terrats dels edificis de les ciutats.
El vertiport és diferent de l'heliport perquè aquest darrer és una instal·lació destinada a aeronaus d'ala rotatòria o helicòpters, mentre que els vertiports són espais reduïts, a l'interior de les ciutats, relacionats amb la mobilitat aèria urbana (UAM) i la mobilitat aèria avançada (AAM).

## Galeria d'imatges
- Dron de passatgers
- Volocopter, IAA 2017, Frankfurt
- Wingcopter en vol de repartiment de vaccins